# Collin Murray-Boyles
Collin Joseph Murray-Boyles (Columbia, 10 giugno 2005) è un cestista statunitense di ruolo ala grande o ala piccola, professionista nella NBA con i Toronto Raptors.

## Carriera

### College
Prima dell'inizio della sua prima stagione a South Carolina nel 2023–24, Murray-Boyles contrasse la mononucleosi, perdendo diverse partite. Al rientro si impose come uno dei migliori giocatori dei Gamecocks, venendo premiato come matricola della settimana della Southeastern Conference (SEC) a febbraio dopo una prestazione da 31 punti contro Vanderbilt. A fine stagione fu inserito nella formazione ideale dei debuttanti della SEC. L'anno seguente fu inserito nella seconda formazione ideale della SEC, dopo di che optò per passare tra i professionisti.

### Carriera professionistica
Murray-Boyles è stato selezionato come nono assoluto dai Toronto Raptors nel Draft NBA 2025.

## Statistiche

### College
| Anno      | Squadra        | PG | PT | MP   | TC%  | 3P%  | TL%  | RP  | AP  | PRP | SP  | PP   |
| --------- | -------------- | -- | -- | ---- | ---- | ---- | ---- | --- | --- | --- | --- | ---- |
| 2023-2024 | S.C. Gamecocks | 28 | 19 | 22,8 | 59,7 | 0,0  | 66,7 | 5,7 | 1,8 | 1,0 | 1,0 | 10,4 |
| 2024-2025 | S.C. Gamecocks | 32 | 32 | 30,6 | 58,6 | 26,5 | 70,7 | 8,3 | 2,4 | 1,5 | 1,3 | 16,8 |
| Carriera  | Carriera       | 60 | 51 | 27,0 | 59,0 | 23,1 | 69,5 | 7,1 | 2,1 | 1,3 | 1,2 | 13,8 |

## Palmarès

### NCAA
- Second-team All-SEC (2025)
- SEC All-Freshman Team (2024)